# Jean-Baptiste Lechevalier
Jean-Baptiste Lechevalier, född den 1 juli 1752 i Trelly, departementet Manche, död den 2 juli 1836 i Paris, var en fransk fornforskare.
Lechevalier följde 1784 som sekreterare franska sändebudet greve de Choiseul-Gouffier till Konstantinopel och deltog i hans arkeologiska undersökningar på Trojaslätten, reste 1790–1795 i bland annat Sverige, Danmark och Ryssland och antogs 1806 till förste konservator vid Sainte Geneviève-biblioteket i Paris. Med sitt arbete Voyage de la Troade (1794; 3:e upplagan 1802, i 3 band jämte atlas), trodde sig Lechevalier kunna uppvisa inte bara skådeplatserna för Iliadens tilldragelser, utan även alla orter, som är omnämnda i Odyssén. Lechevalier skrev dessutom Voyage de la Propontide et du Pont-Euxin (2 band, 1801; "Resa till Propontiden och Svarta hafvet", 1802–1805) med mera.